# Hajdúdorog
Hajdúdorog è una città dell'Ungheria di 9.640 abitanti (dati 2001). È situata nella contea di Hajdú-Bihar.

## Amministrazione

### Gemellaggi
- Lubartów
- Odorheiu Secuiesc
- Podenzano